# Bohdan Macukow
Bohdan Jerzy Macukow (ur. 26 września 1946 w Katowicach) – profesor nauk technicznych inżynier, profesor zwyczajny Politechniki Warszawskiej i Wyższej Szkoły Ekologii i Zarządzania w Warszawie, specjalista w zakresie elektroniki, zastosowania matematyki, informatyki stosowanej.

## Życiorys
W 1969 ukończył na Wydziale Elektroniki Politechniki Warszawskiej studia na kierunku biocybernetyka. W 1973 uzyskał w Instytucie Cybernetyki Stosowanej PAN stopień naukowy doktora nauk technicznych. W 1986 na Wydziale Mechanicznym, Energetyki i Lotnictwa Politechniki Warszawskiej uzyskał stopień doktora habilitowanego nauk technicznych. W 1998 prezydent RP nadał mu tytuł naukowy profesora nauk technicznych.
Został profesorem zwyczajnym Wydziału Matematyki i Nauk Informacyjnych PW oraz Wydziału Inżynierii i Zarządzania Wyższej Szkoły Ekologii i Zarządzania w Warszawie.